# HD191980
HD191980 — хімічно пекулярна зоря спектрального класу B5, що має видиму зоряну величину в смузі V приблизно  7,9.
Вона  розташована на відстані близько 3229,3 світлових років від Сонця.

## Фізичні характеристики
Телескоп Гіппаркос зареєстрував фотометричну змінність  даної зорі з періодом   20,17 доби в межах від  Hmin= 7,89 до  Hmax= 7,83.

## Пекулярний хімічний склад
HD191980 належить до Хімічно пекулярних зір з пониженим вмістом гелію 
й в її  зоряній атмосфері спостерігається нестача He у порівнянні з його вмістом в атмосфері Сонця.